# Guillaume d’Aigrefeuille (1326–1369)
Guillaume d’Aigrefeuille (ur. 1326 w Lafont, diecezja Limoges − zm. 4 października 1369 w Viterbo) − francuski kardynał. Bratanek papieża Klemensa VI. Wuj kardynała Guillaume d’Aigrefeuille (1339–1401).

## Życiorys
W wieku kilkunastu lat wstąpił do zakonu benedyktynów. Po wstąpieniu wuja na tron papieski (1342) zaczął szybko piąć się do góry w karierze kościelnej, zyskując stanowiska szambelana papieskiego i protonotariusza apostolskiego. 19 stycznia 1347 został wybrany arcybiskupem Saragossy, nie przyjął jednak sakry biskupiej, gdyż nie osiągnął jeszcze wówczas wieku kanonicznego 27 lat. 17 października 1350 Klemens VI odwołał go z arcybiskupstwa i mianował kardynałem prezbiterem Santa Maria in Trastevere. Brał udział w konklawe 1352 i konklawe 1362. W 1355 był legatem Innocentego VI na Sycylii w celu administrowania wyspą w trakcie interregnum po śmierci króla Ludwika. W 1363 stał się archiprezbiterem Św. Kolegium Kardynałów, a 17 września 1367 objął diecezję suburbikarną Sabina. Przyjął sakrę biskupią z rąk papieża Urbana V 31 października 1368. W 1367 powrócił wraz z Urbanem V do Rzymu. W tym samym roku został wyznaczony na arbitra w celu rozstrzygnięcia kontrowersji między biskupem Seo de Urgel a hrabią Foix o jurysdykcję nad Andorą. Legat papieski w Neapolu w 1368–69. Zmarł na dżumę w wieku 43 lat w trakcie powrotu z tej legacji.